# Yishan
 (septembre 2024).
Si vous disposez d'ouvrages ou d'articles de référence ou si vous connaissez des sites web de qualité traitant du thème abordé ici, merci de compléter l'article en donnant les références utiles à sa vérifiabilité et en les liant à la section « Notes et références ».
Yishan (mandchou : ᡳ
ᡧᠠᠨ, translittération Möllendorff : I Šan, translittération Qing : I Xan ; chinois : 奕山 ; pinyin : yìshān), nom complet, Aisin-Gioro Yishan (爱新觉罗·奕山 / 愛新覺羅·奕山, àixīn jiàoluó yìshān), né le 13 juin 1790 et décédé le 30 juin 1878, est le cousin de l'empereur Daoguang. et le XIVe fils de l'empereur Kangxi. Il était intégré à la Bannière bleue à bordure, au sein des Huit Bannières et a occupé les fonctions de Général d'Ili et de Général du Heilongjiang.
Il signe les traités inégaux que sont le traité de paix de Guangzhou (1841) (zh) avec l'Empire britannique et le Royaume d'Espagne, ainsi que du Traité de Goulja (1851) et du Traité d'Aigun (1858) avec l'Empire russe.